# Archie Kramer
Pour les articles homonymes, voir Kramer.
Albums de Matmatah
Lust for a Live
(2002) ...and Times Goes Friendly
(2006)
Archie Kramer est le troisième album studio du groupe breton Matmatah, qui affirme ici ses influences anglo-saxonnes et s'éloigne de plus en plus des sonorités celtiques du premier album. La chanson Au conditionnel est devenu l'un des titres les plus populaires du groupe. L'album a été réédité deux ans plus tard avec 6 titres bonus. L'album s'est classé à la 30e place des charts français et est disque d'or en France.  

## Pistes de l'album
| No  | Titre                                                      | Durée |
| --- | ---------------------------------------------------------- | ----- |
| 1.  | Casi el silencio                                           | 2:30  |
| 2.  | Gotta Go Now                                               | 2:58  |
| 3.  | La Dernière Aventure d'Archie Kramer                       | 4:09  |
| 4.  | Au conditionnel                                            | 3:25  |
| 5.  | Le Souvenir                                                | 4:41  |
| 6.  | Radio Edit                                                 | 2:25  |
| 7.  | Il fait beau sur la France                                 | 2:39  |
| 8.  | Alzheimer                                                  | 4:26  |
| 9.  | La Grande Cuisine                                          | 2:28  |
| 10. | Anita                                                      | 4:04  |
| 11. | Broke Lover                                                | 3:47  |
| 12. | Tombé des nues                                             | 5:12  |
| 13. | EggoWorld (2e édition seulement)                           |       |
| 14. | La Petite Cuisine (2e édition seulement)                   |       |
| 15. | Radio Edit (live) (2e édition seulement)                   |       |
| 16. | I Wanna Be Your Dog (live) (2e édition seulement)          |       |
| 17. | Il fait beau sur la France (take 1) (2e édition seulement) |       |
| 18. | Au conditionnel (single mix) (2e édition seulement)        |       |

## Personnel

### Matmatah
- Tristan Nihouarn : chant, guitare, harmonica, percussion, orgue Hammond
- Eric Digaire : basse, Fender Rhodes, piano, guitare, chant, producteur
- Benoît Fournier : batterie, percussion, guitare, chant
- Cédric Floc'h : guitare, chant

### Musiciens additionnels
- Nobby Clarke : saxophone
- Curroy Savoy : sifflet
- Steven B. Francis : chant sur Gotta Go Now
- Pierre Bondu : arrangements des cordes sur Souvenir
- Elsa Benabdallah, Hélène Corbellari, Karen Brunon, Nathalie Carlucci, Nicolas Dautricourt, Philippe Balet, Thierry Koehl : violons sur Souvenir
- Christophe Briquet, Sébastien Levy ; alto sur Souvenir
- Christophe Morin, Frédéric Kret : violoncelle sur Souvenir
- Jacky Bouilliol  : piano sur Anita

### Équipe technique
- Tristan Nihouarn : producteur
- Julien Banes : producteur
- Emmanuel Casals : programmations et ingénieur du son sur Gotta Go Now, Alzheimer et La Grand Cuisine
- Eric Digaire : producteur (pistes : 2, 3, 7, 11, 12)
- Cédric Floc'h : producteur sur Gotta Go Now, Anita et Broke Lover
- Benoît Fournier : producteur (pistes : 2, 3, 7, 9, 11)
- Patrick Audouin : ingénieur du son additionnel
- Patrick Masson : mixage
- John Dent : mastering

## Nominations et récompenses
Le clip Au conditionnel, réalisé par Marc Cortez, est nommé aux Victoires de la Musique en février 2006. 